# Iiro Rantala

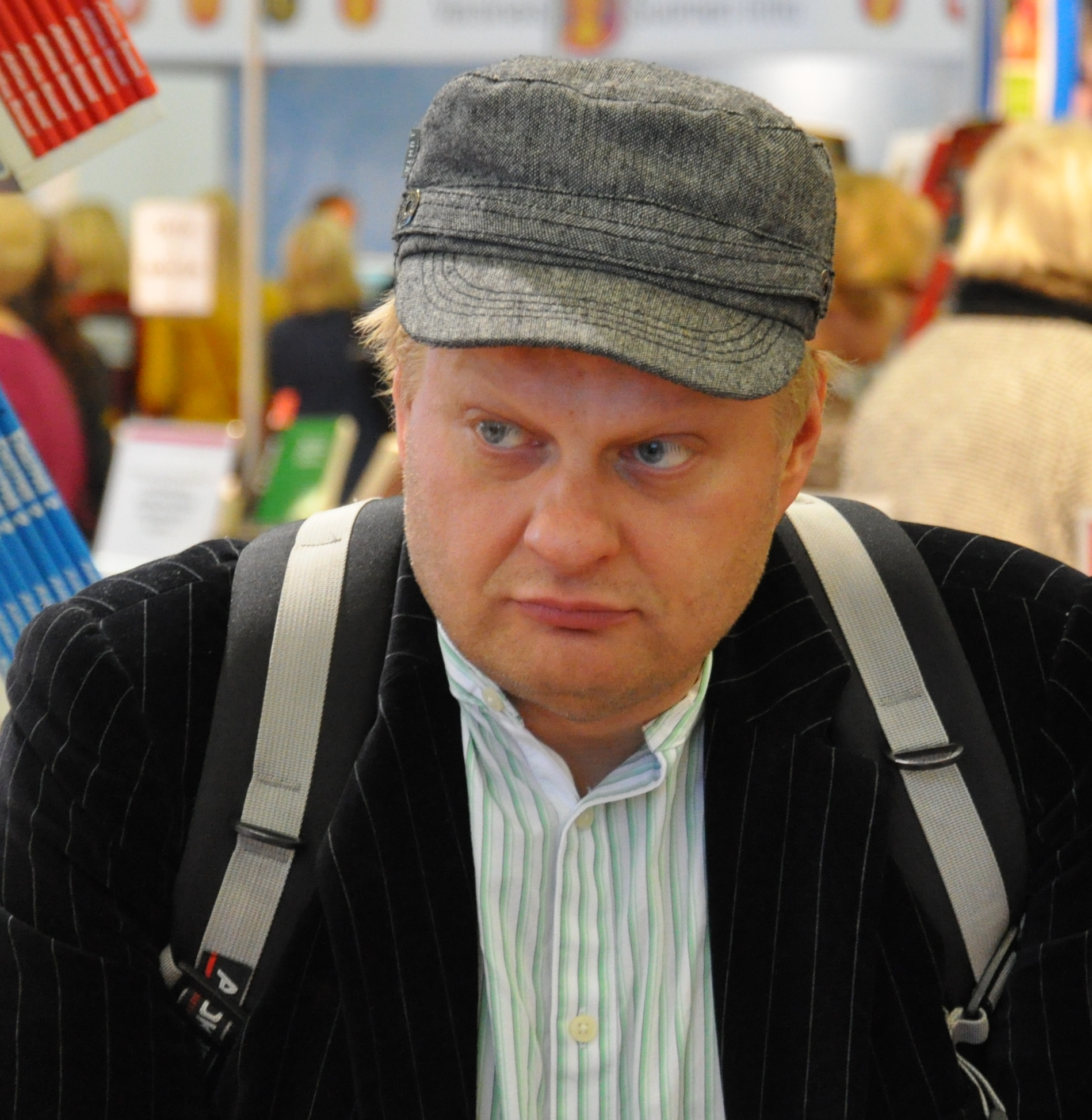
Rantala (2009)

Iiro Emil Rantala, född 1970 i Helsingfors, är en finländsk jazzpianist och kompositör. 
Rantala studerade 1988–1990 vid Sibelius-Akademin och 1990–1993 vid Manhattan School of Music i New York. Tillsammans med kontrabasisten Eerik Siikasaari och batteristen Rami Eskelinen blev han vida känd med Trio Töykeät, en av Finlands mest beresta jazzensembler med uppträdanden bland annat i Fjärran östern och Australien. År 2008 framträdde han med en ny triobesättning, Iiro Rantala New Trio, som utöver honom själv på piano består av Marzi Nyman, gitarr och Felix Zenger, som bland annat gör vokala trumljud, inom hiphop-musiken känt som "beatboxing". Som kompositör har Rantala främst skrivit för triosammansättning, men i verkförteckningen finns även musik för musikaler och dansproduktioner. Han tilldelades Pro Finlandia-medaljen 2013.